# محافظات توغو

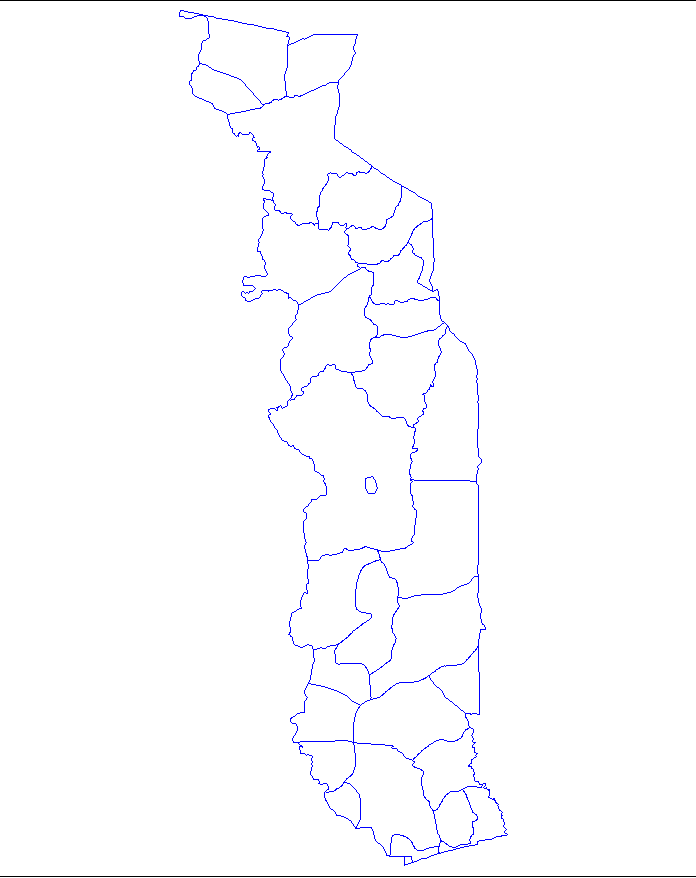
محافظات توغو

## قائمة بالأقاليم

### الأقليم الأوسط

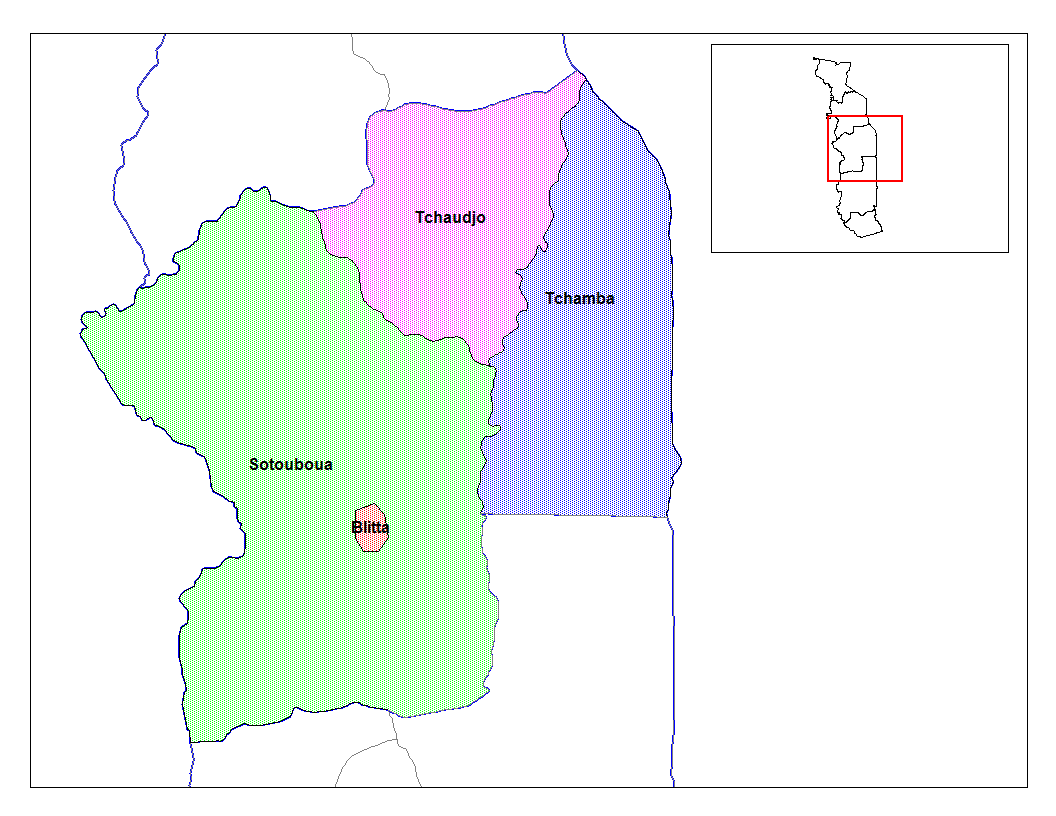
الأقليم الأوسط

- محافظة بليتا - Blitta
- محافظة سوتوبوها - Sotouboua
- محافظة تشامبا - Tchamba
- محافظة تشاودجو - Tchaoudjo

### إقليم كارا

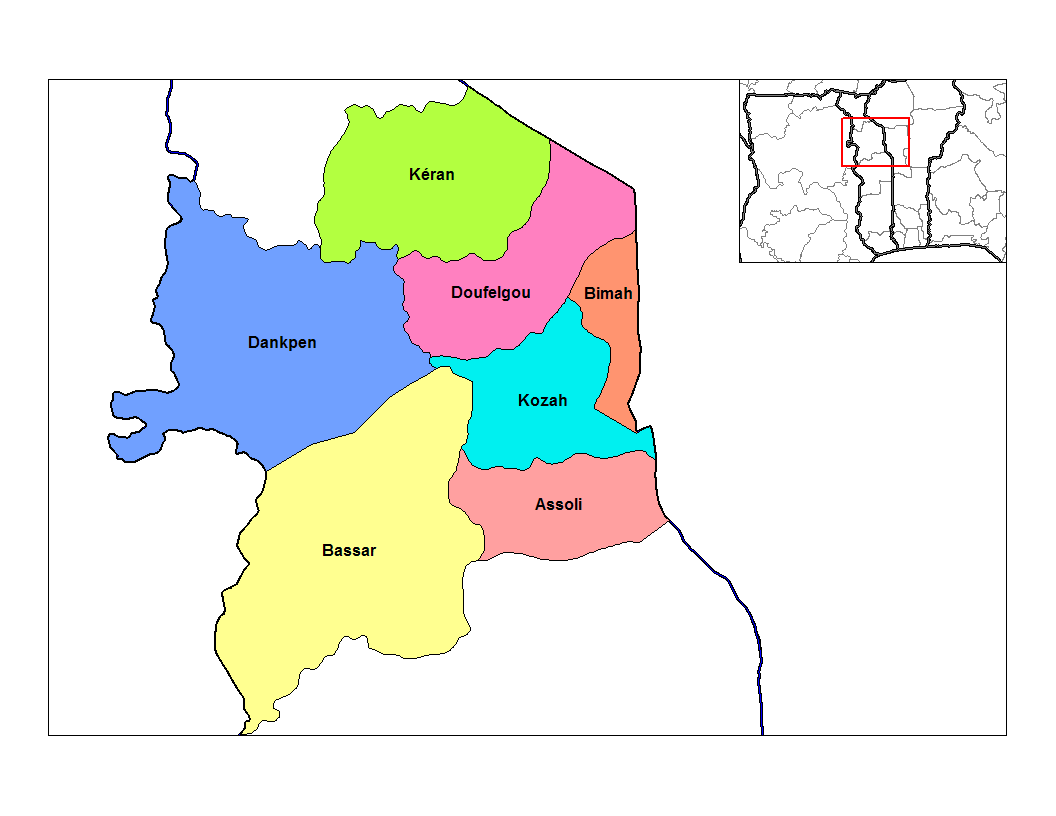
إقليم كارا

- محافظة أسولي - Assoli
- محافظة باسار - Bassar
- محافظة بماه - Bimah (أو Binah)
- محافظة دانكبين - Dankpen
- محافظة دوفليغو - Doufelgou
- محافظة كيران - Kéran
- محافظة كوزاه - Kozah (أو Koza)

### الأقليم البحري
- محافظة آفي - Avé
- محافظة الخليج - Golfe

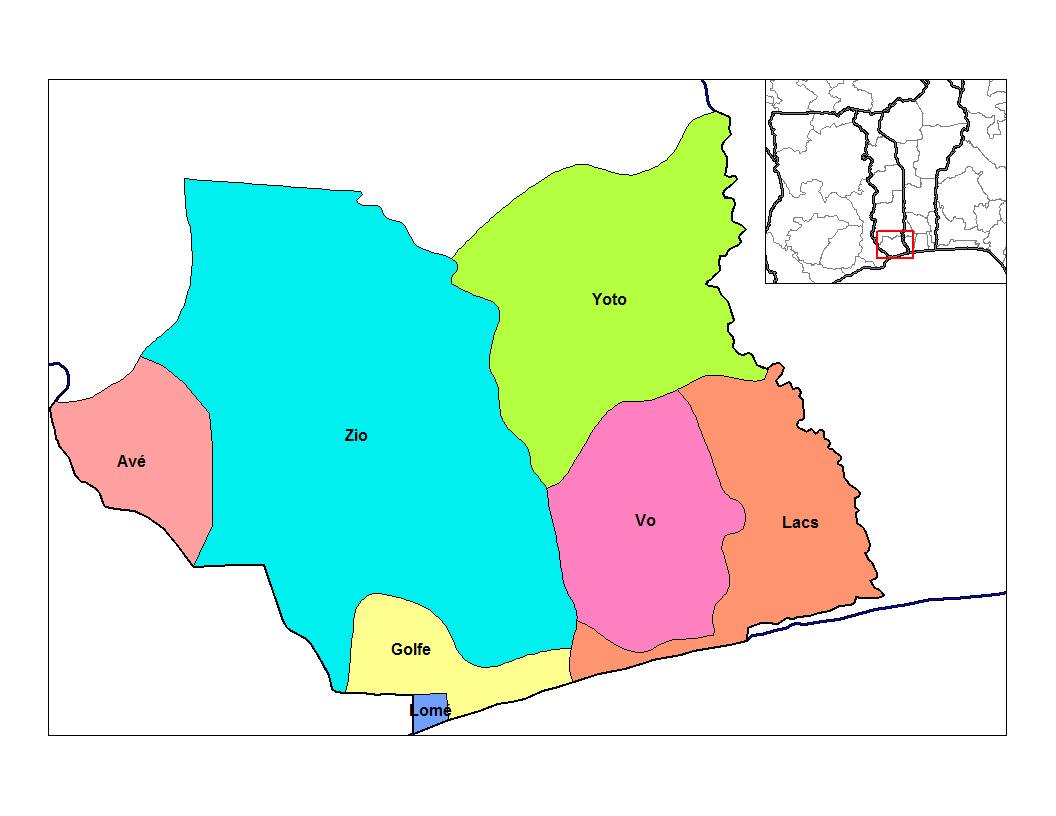
الأقليم البحري

- شعبية لومي في محافظة الخليج - Lomé
- محافظة البحيرات - Lacs
- محافظة فو - Vo
- محافظة يوتو - Yoto
- محافظة زيو - Zio
- محافظة باس مونو - Bas Mono

### إقليم البلاتو

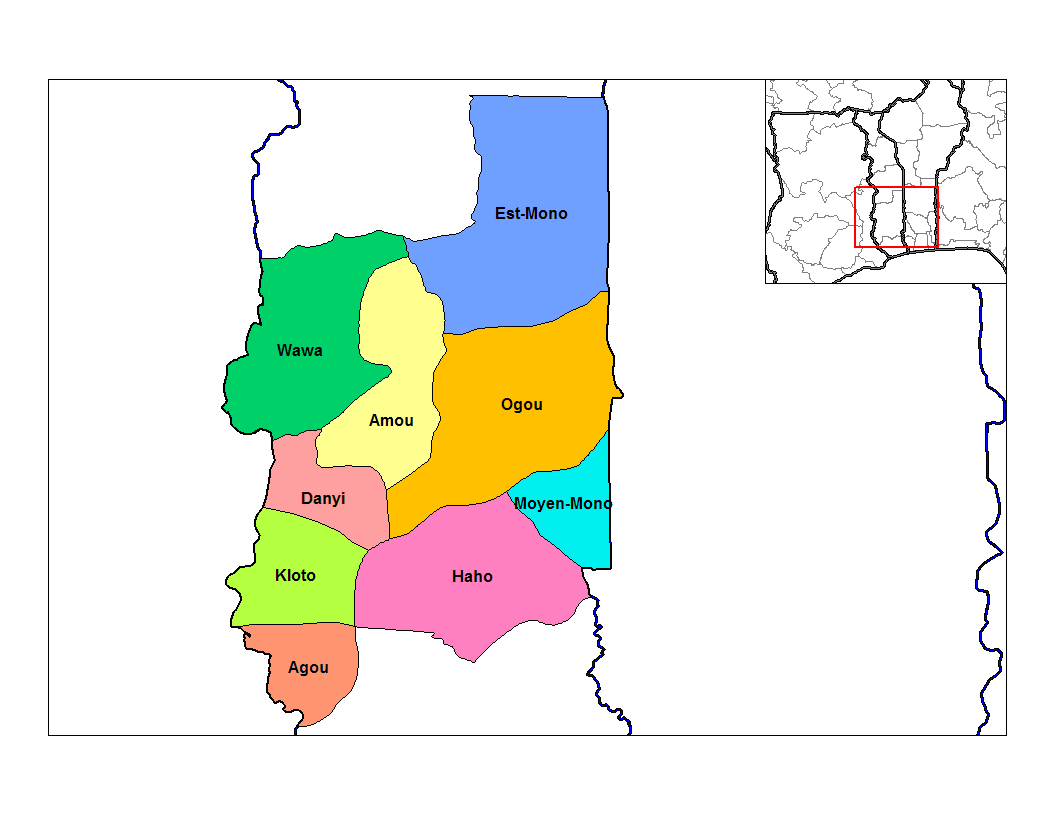
إقليم البلاتو

- محافظة إغو - Agou
- محافظة آمو - Amou
- محافظة دانيي - Danyi
- محافظة شرق مونو - Est Mono
- محافظة هاهو - Haho
- محافظة كلوتو - Kloto
- محافظة وسط مونو - Moyen Mono
- محافظة أوغو - Ogou
- محافظة واوا - Wawa
- محافظة آكبو - Akébou
- محافظة أنيه - Anié
- محافظة كبيله - Kpélé

### إقليم السافانا

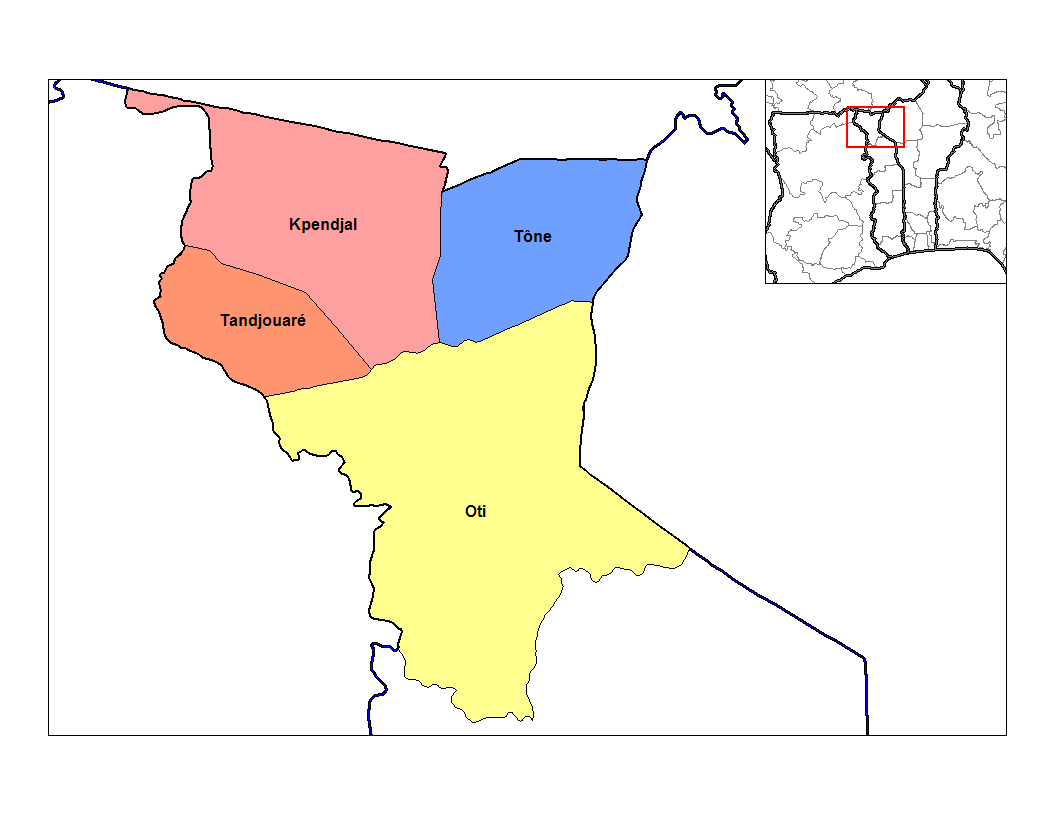
إقليم السافانا

- محافظة كبيندجال - Kpendjal
- محافظة أوتي - Oti
- محافظة تاندجواريه - Tandjouaré
- محافظة تون - Tône
- محافظة سنكاسيه - Cinkassé